# The Cure: trilogy

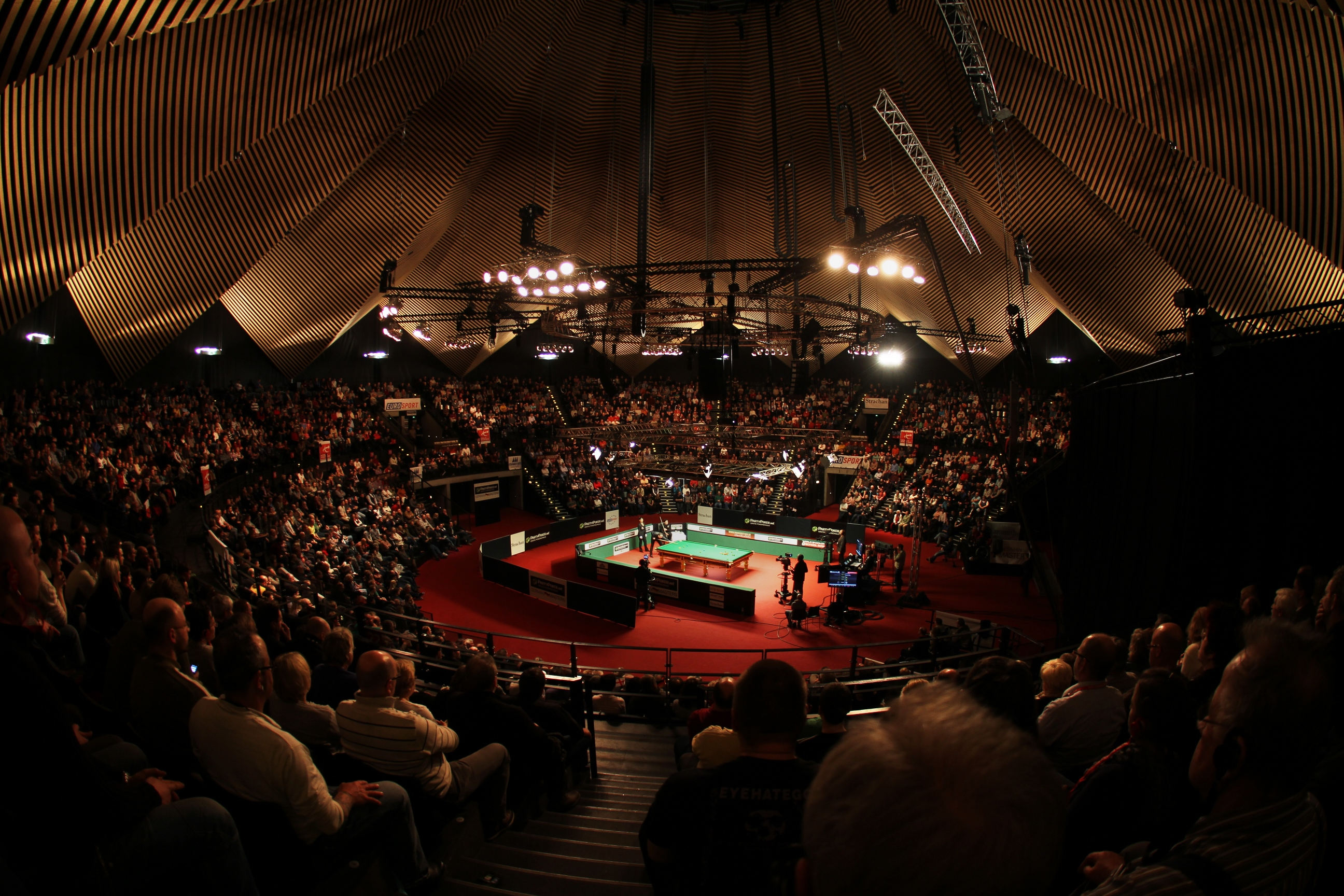
En la imagen, el Tempodrom de Berlín que albergó los conciertos del Trilogy durante las noches del 11 y del 12 de noviembre de 2002.

The Cure: trilogy (live in the Tempodrom Berlin November 2002) es un doble álbum en vivo grabado en vídeo por la banda británica The Cure, publicado en dos discos de doble capa DVD-9 y más tarde en un único disco Blu-Ray. Documenta los conciertos de Trilogy, en donde The Cure interpretaron sus tres álbumes Pornography (1982), Disintegration (1989) y Bloodflowers (2000) en su totalidad y en orden cronológico. Trilogy fue grabado durante dos noches consecutivas, las del 11 y 12 de noviembre de 2002, en el estadio Tempodrom de Berlín. 
En la cubierta del álbum, Robert Smith cita su personal concepto sobre esa "trilogía" y sobre su ejecución:

«Los álbumes Pornography, Disintegration y Bloodflowers están intrínsecamente vinculados de muchas maneras, y la realización de esta trilogía de espectáculos es uno de mis mejores momentos con The Cure.»

## Antecedentes
Robert Smith tuvo la idea de los conciertos del Trilogy tras haber visto a David Bowie en su gira Heathen Tour en el Royal Festival Hall de Londres el 29 de junio de 2002, cuando Bowie tocó 10 de las 11 pistas consecutivas de su álbum Low (aunque no en orden del álbum), y el álbum Heathen en orden. Era, dijo Smith: "lo mejor que le había visto en el escenario durante años".

## Grabación y edición
La alineación de la banda para estos conciertos estuvo formada por Robert Smith (voz, guitarra, bajo eléctrico de 6 cuerdas), Simon Gallup (bajo de 4 y de 6 cuerdas), Perry Bamonte (guitarra, bajo de 6 cuerdas, teclados), Jason Cooper (batería y percusiones) y Roger O'Donnell (teclados, percusiones). Las canciones interpretadas fueron escritas por los miembros de la banda y, en el caso de los dos primeros álbumes, por los exmiembros Laurence Tolhurst, Porl Thompson y Boris Williams.
Los dos DVD disponen de aspecto panorámico 16:09 y la opción de Dolby Digital 5.1 de sonido envolvente o regular PCM estéreo. Se incluyen también dos entrevistas con la banda, aunque una se halla oculta y requiere la manipulación específica del mando a distancia de un reproductor de DVD para ser vista. Otra característica oculta es la "mic cam", una cámara montada en el poste de micrófono de Smith que, al acceder a los botones de control del ángulo, se muestra en una vista de ojo de pez cantando.
El primer DVD contiene los álbumes Pornography y Disintegration juntos, y en el segundo se recoge Bloodflowers junto a los bises «If Only Tonight We Could Sleep» y «The Kiss» del álbum Kiss Me, Kiss Me, Kiss Me (1987) y ambas entrevistas. Robert dijo que las dos canciones adicionales fueron incluidas como una vista previa de "lo que estaba por venir" en futuras versiones de los conciertos de The Cure, a pesar de que más tarde dijo que los conciertos de Trilogy se suponía que iban a ser el canto del cisne de The Cure. Pero Smith ha sido conocido por especular con el fin de la banda, generalmente coincidiendo con el lanzamiento de nuevos álbumes. En los dos espectáculos de Trilogy en el Tempodrom, se llevó a cabo un segundo bis consiste en «M», «Play For Today» y «A Forest» durante la primera noche, y «Grinding Halt» y «Boys Don't Cry» en la segunda noche.

## Recepción

### Premios y certificaciones
| Año  | Lista | Posición | Certificación                  |
| ---- | ----- | -------- | ------------------------------ |
| 2002 | EUA   | —        | Doble disco de platino 200 000 |
| 2002 | ALE   | —        | Disco de oro 25 000            |

## Listado de temas
| Trilogy CD1 - Pornography y Disintegration |                              |          |  |
| N.º                                        | Título                       | Duración |  |
| 1.                                         | «100 seconds (intro)»        | 1:20     |  |
| 2.                                         | «One Hundred Years»          | 6:40     |  |
| 3.                                         | «A Short Term Effect»        | 4:22     |  |
| 4.                                         | «The Hanging Garden»         | 4:33     |  |
| 5.                                         | «Siamese Twins»              | 5:29     |  |
| 6.                                         | «The Figurehead»             | 6:15     |  |
| 7.                                         | «A Strange Day»              | 5:04     |  |
| 8.                                         | «Cold»                       | 4:26     |  |
| 9.                                         | «Pornography»                | 6:27     |  |
| 10.                                        | «Plainsong»                  | 5:12     |  |
| 11.                                        | «Pictures of You»            | 7:24     |  |
| 12.                                        | «Closedown»                  | 4:16     |  |
| 13.                                        | «Lovesong»                   | 3:29     |  |
| 14.                                        | «Last Dance»                 | 4:42     |  |
| 15.                                        | «Lullaby»                    | 4:08     |  |
| 16.                                        | «Fascination Street»         | 5:16     |  |
| 17.                                        | «Prayers For Rain»           | 6:05     |  |
| 18.                                        | «The Same Deep Water As You» | 9:19     |  |
| 19.                                        | «Disintegration»             | 8:18     |  |
| 20.                                        | «Homesick»                   | 7:06     |  |
| 21.                                        | «Untitled»                   | 6:30     |  |

| Trilogy CD2 - Bloodflowers y bises |                                  |          |  |
| N.º                                | Título                           | Duración |  |
| 1.                                 | «Out of This World»              | 6:43     |  |
| 2.                                 | «Watch Me Fall»                  | 11:13    |  |
| 3.                                 | «Where the Birds Always Sing»    | 5:44     |  |
| 4.                                 | «Maybe Someday»                  | 5:04     |  |
| 5.                                 | «The Last Day of Summer»         | 5:36     |  |
| 6.                                 | «There Is No If...»              | 3:43     |  |
| 7.                                 | «The Loudest Sound»              | 5:09     |  |
| 8.                                 | «39»                             | 7:19     |  |
| 9.                                 | «Bloodflowers»                   | 7:31     |  |
| 10.                                | «If Only Tonight We Could Sleep» | 5:20     |  |
| 11.                                | «The Kiss»                       | 7:20     |  |

## Créditos
| The Cure - Robert Smith - (Líder) Voz, guitarra, Bajo de 6 cuerdas - Simon Gallup - Bajo de 4 y de 6 cuerdas - Perry Bamonte - Guitarra, bajo de 6 cuerdas y teclados - Jason Cooper - Batería y percusiones - Roger O'Donnell - Teclados | Producción - Dirigido por: Nick Wickham - Producido por: Robert Smith, Daryl Bamonte - Grabado en The Tempodrom, Berlín el 11 y 12 de noviembre de 2002 - Publicado el 3 de junio de 2003 - Distribuido por: Eagle Vision y Fiction Records |